# Distretto di Vallemaggia
Il distretto di Vallemaggia è un distretto del Canton Ticino, in Svizzera. Confina con i distretti di Leventina a nord e nord-est, con quello di Locarno a est e a sud, e con l'Italia (Provincia del Verbano-Cusio-Ossola in Piemonte) a ovest. Il capoluogo è Cevio.

## Geografia fisica
Il distretto di Vallemaggia è il primo distretto per superficie e il secondo distretto meno popolato (dopo il distretto di Blenio) del Canton Ticino.
La massima elevazione del distretto è il monte Basodino (3274 m), con l'omonimo ghiacciaio. Altre cime comprendono il Pizzo Campo Tencia (3072 m), il Pizzo Cristallina (2912 m) e il Poncione di Braga (2864 m).
I fiumi principali sono la Maggia, che dà nome alla valle, e i suoi affluenti Rovana e Bavona.
Il distretto consiste nella valle omonima principale e parecchie valli laterali. Tra queste, le principali sono quella di Val Rovana, Val di Bosco, la Val Bavona, la Val Lavizzara e la Val Sambuco.

## Storia
Vallemaggia diviene distretto del Canton Ticino nel 1803 con il capoluogo Cevio.

## Infrastrutture e trasporti
Per secoli l'economia della valle dipese anche dal passo del Sassello che la mette in contatto con gli alpigiani della Valle Leventina, essendo posto tra il territorio dell'ex comune di Fusio e quello di Nante, frazione comunale di Airolo.
Il distretto da sud è accessibile da Locarno.
Fino al 1965 la valle fu percorsa da una linea ferroviaria a scartamento ridotto, detta Valmaggina.

## Geografia antropica
La Vallemaggia è distinta in Bassa Vallemaggia e Alta Vallemaggia.
- La Bassa Vallemaggia è un’area di supporto e completamento dell’area urbana di Locarno in particolare con funzione residenziale[6], comprende i comuni di Avegno Gordevio e Maggia e si presenta piuttosto larga e con un dislivello ridotto[7].
- L’Alta Vallemaggia comprende i comuni di Bosco Gurin, Campo Vallemaggia, Cerentino, Cevio, Lavizzara e Linescio[8], si presenta con valli strette e anguste circondate da un'imponente catena montuosa[7], è considerata una zona a basso potenziale nell’ambito della Nuova Politica Regionale ticinese[9] ed è l’oggetto del Masterplan 2016-2030 prodotto dall’Associazione dei Comuni e Municipi vallemaggiesi (ASCOVAM)[10].

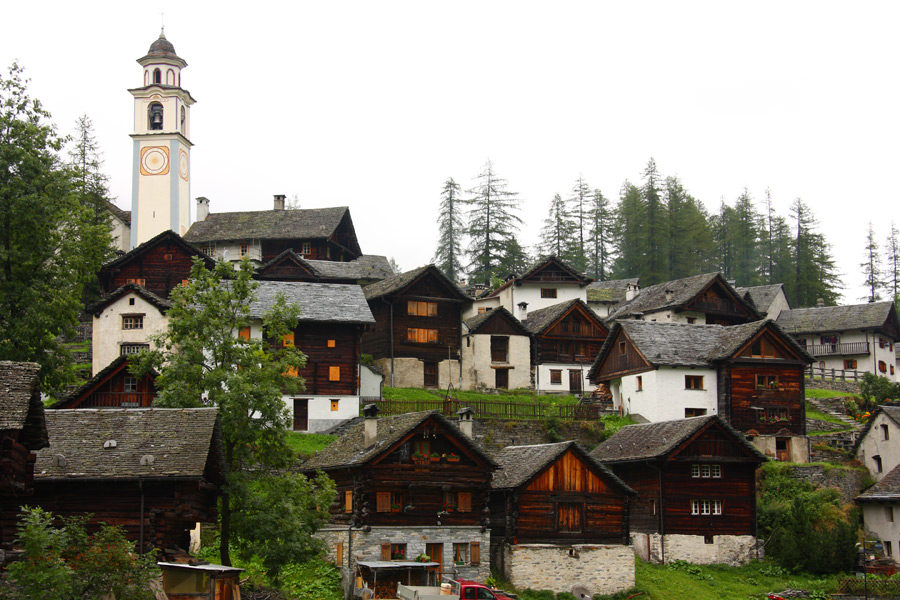
Bosco Gurin

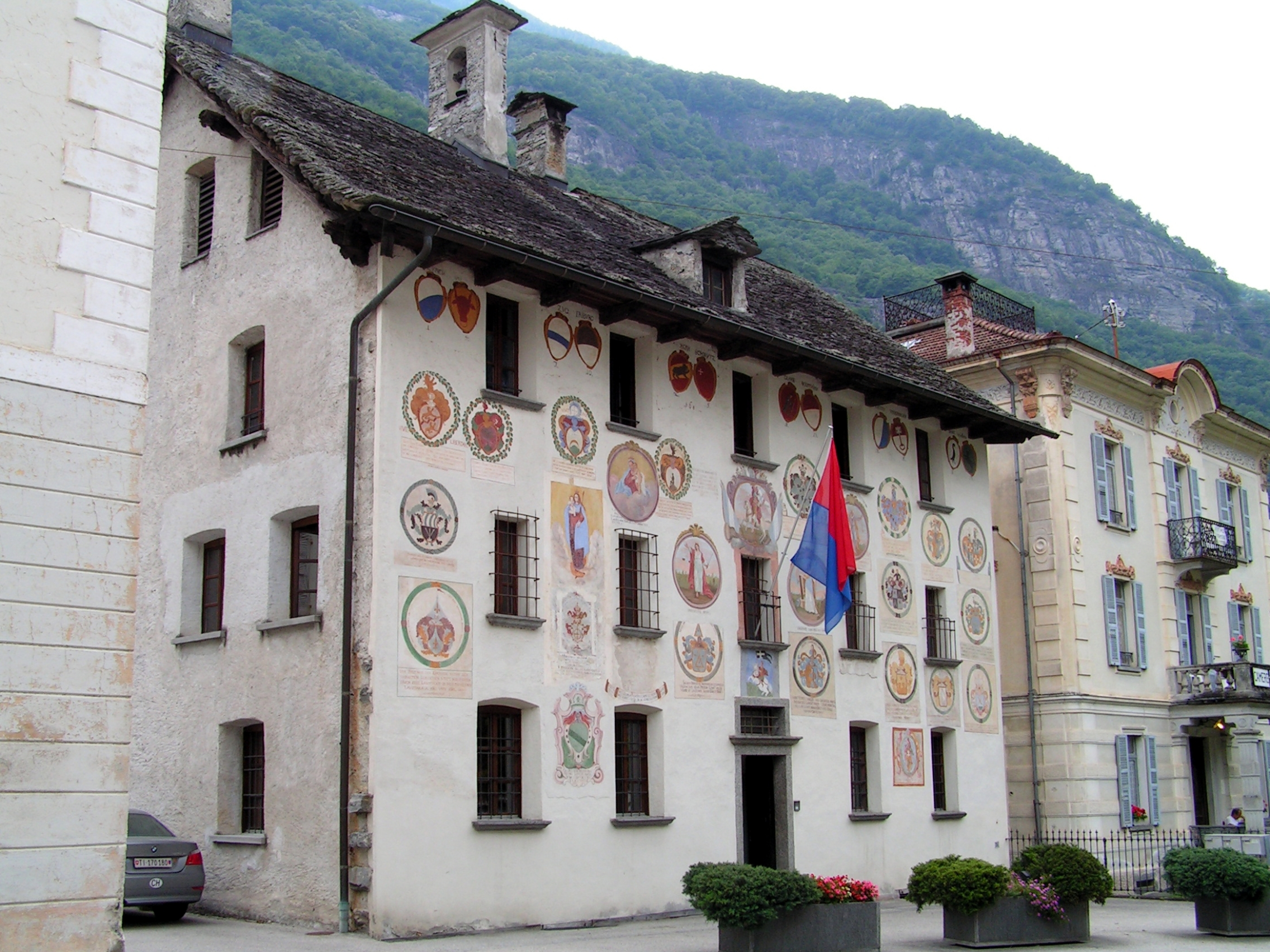
Pretorio, Cevio

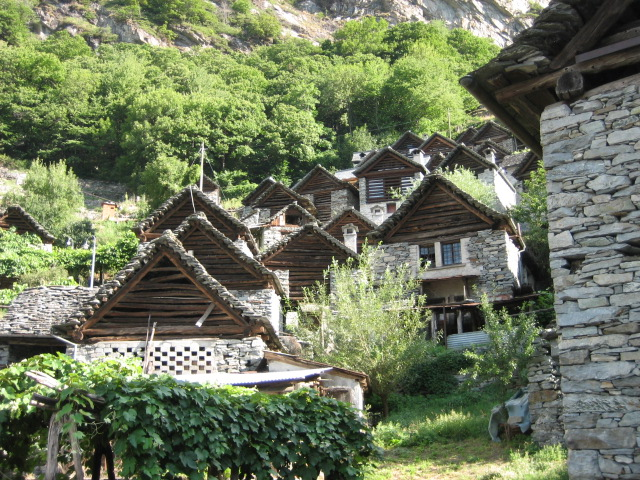
Brontallo, Lavizzara

Il distretto di Vallemaggia è diviso in 3 circoli e 8 comuni:
| Circolo di Lavizzara | Circolo di Lavizzara | Circolo di Lavizzara | Circolo di Lavizzara |
| Stemma               | Nome del comune      | Abitanti 31-12-2016  | Superficie in km²    |
| -------------------- | -------------------- | -------------------- | -------------------- |
| Lavizzara            | Lavizzara            | 569                  | 187.5                |

| Circolo della Maggia | Circolo della Maggia | Circolo della Maggia | Circolo della Maggia |
| Stemma               | Nome del comune      | Abitanti 31-12-2016  | Superficie in km²    |
| -------------------- | -------------------- | -------------------- | -------------------- |
| Avegno-Gordevio      | Avegno Gordevio      | 1479                 | 27.3                 |
| Maggia               | Maggia               | 2592                 | 111.1                |

| Circolo della Rovana | Circolo della Rovana | Circolo della Rovana | Circolo della Rovana |
| Stemma               | Nome del comune      | Abitanti 31-12-2016  | Superficie in km²    |
| -------------------- | -------------------- | -------------------- | -------------------- |
| Bosco Gurin          | Bosco Gurin          | 55                   | 22.0                 |
| Campo                | Campo                | 56                   | 43.3                 |
| Cerentino            | Cerentino            | 51                   | 20.1                 |
| Cevio                | Cevio                | 1177                 | 151.4                |
| Linescio             | Linescio             | 45                   | 6.6                  |

### Variazioni amministrative dal 1803

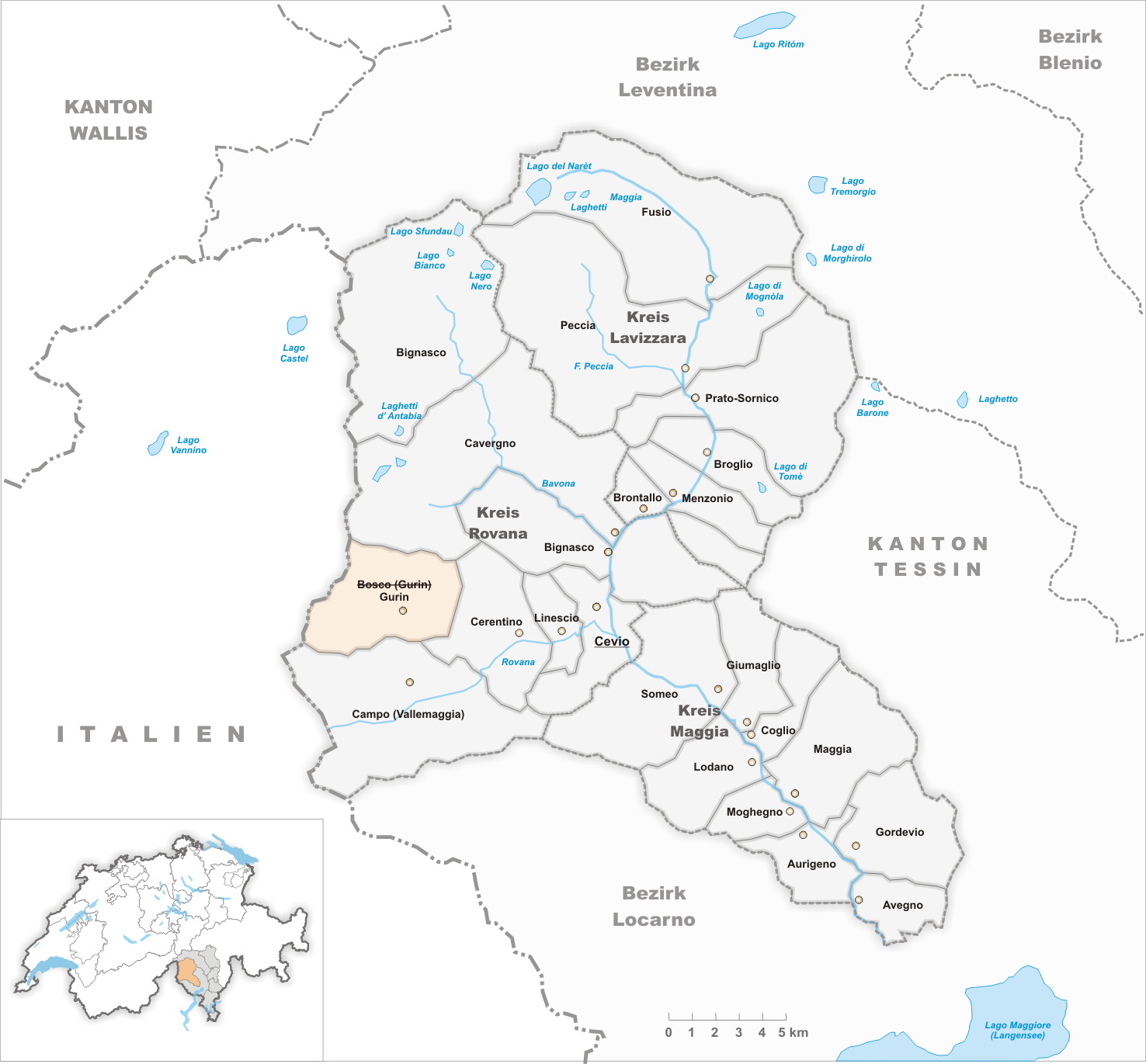
I comuni fino al 1910
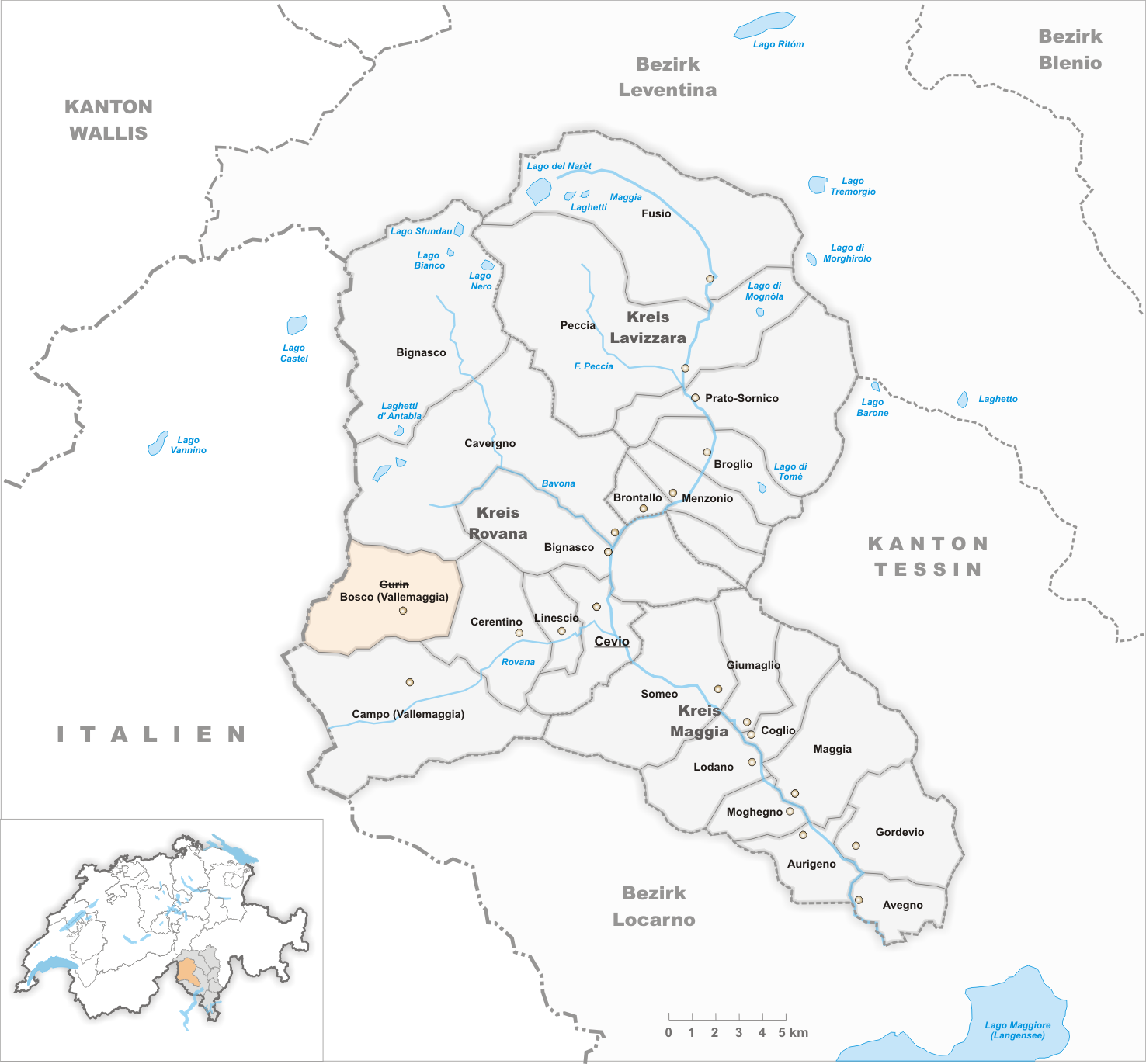
I comuni fino al 1911
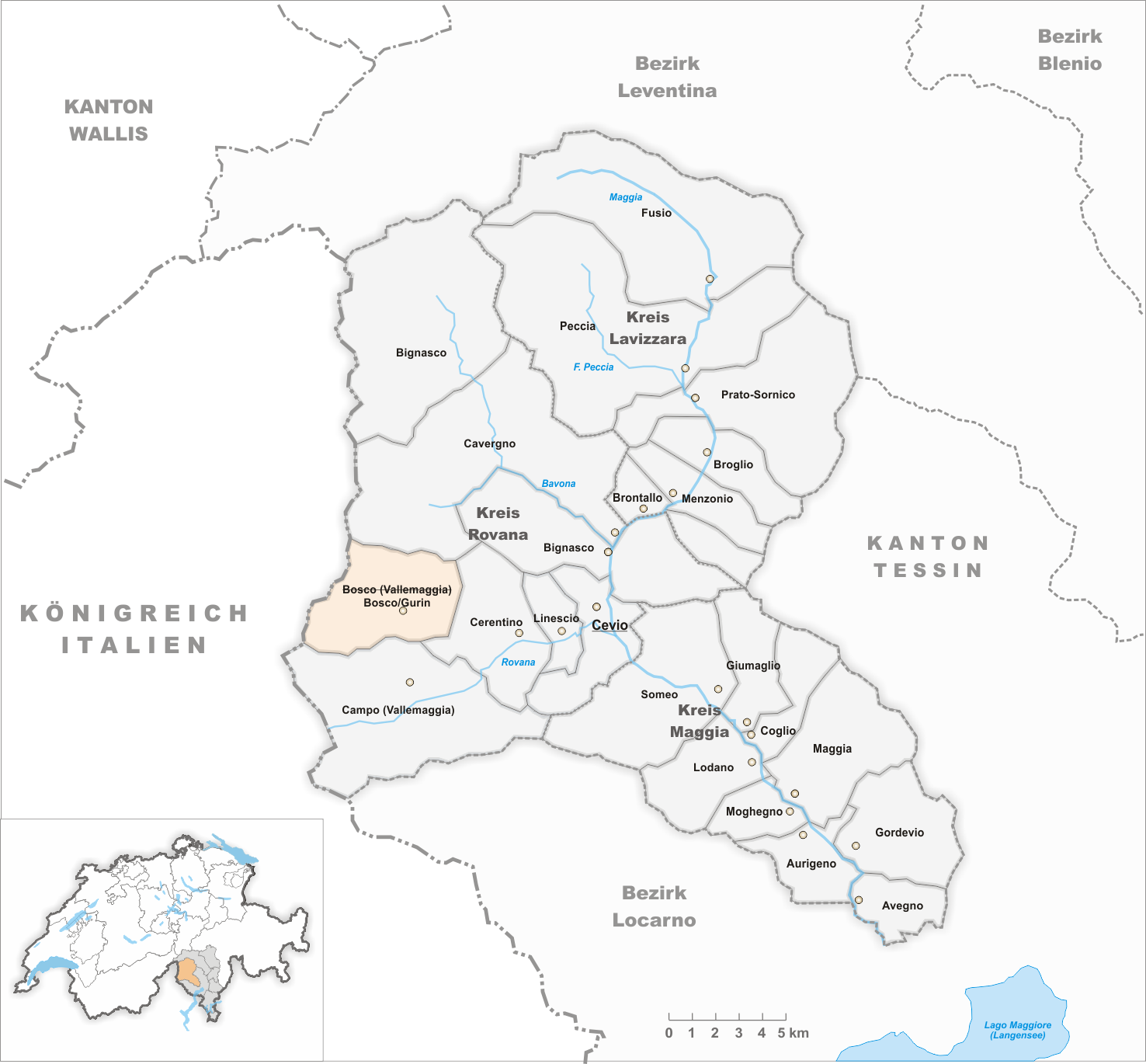
I comuni fino al 1933
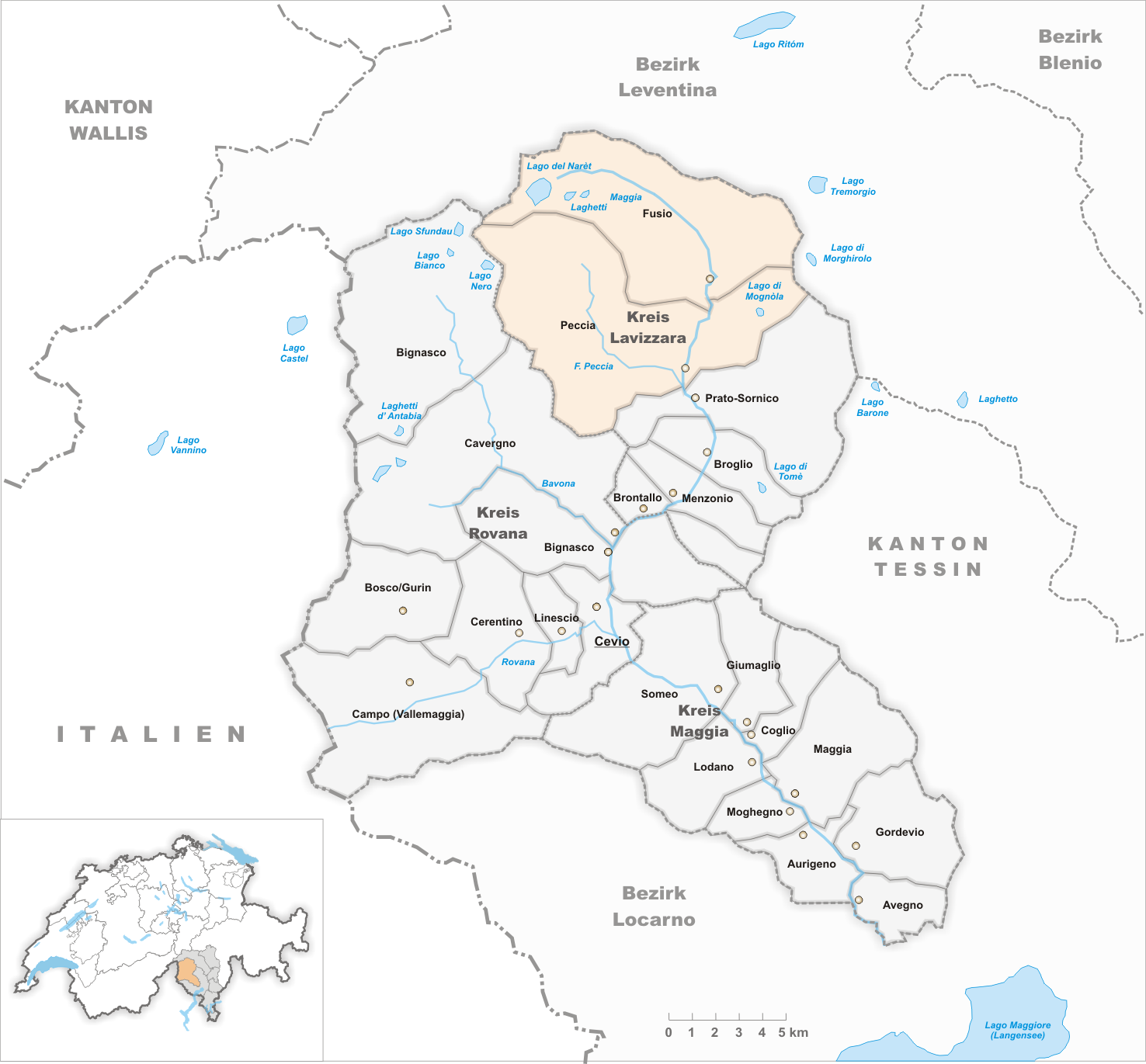
I comuni fino al 1935
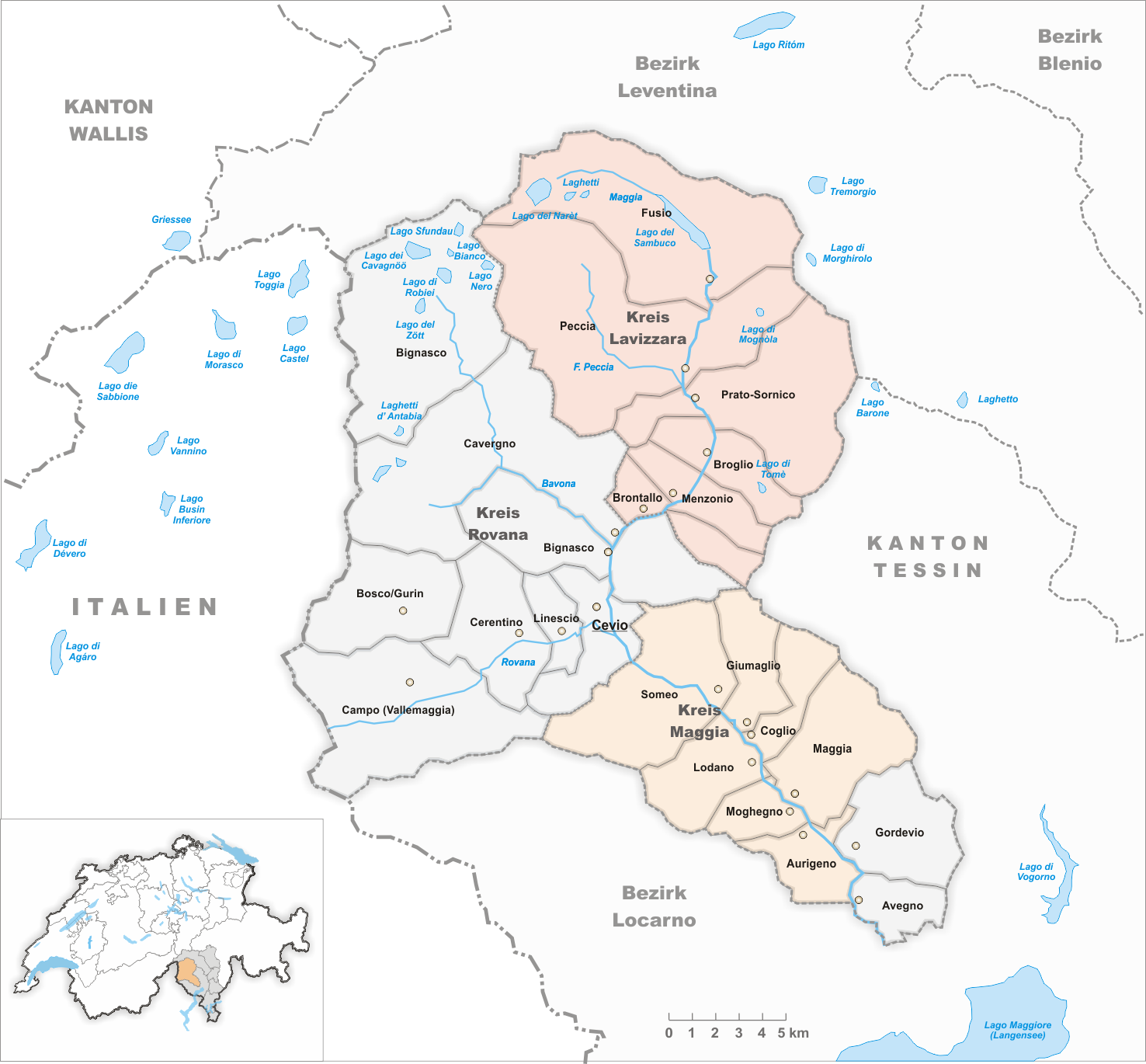
I comuni fino al 2003
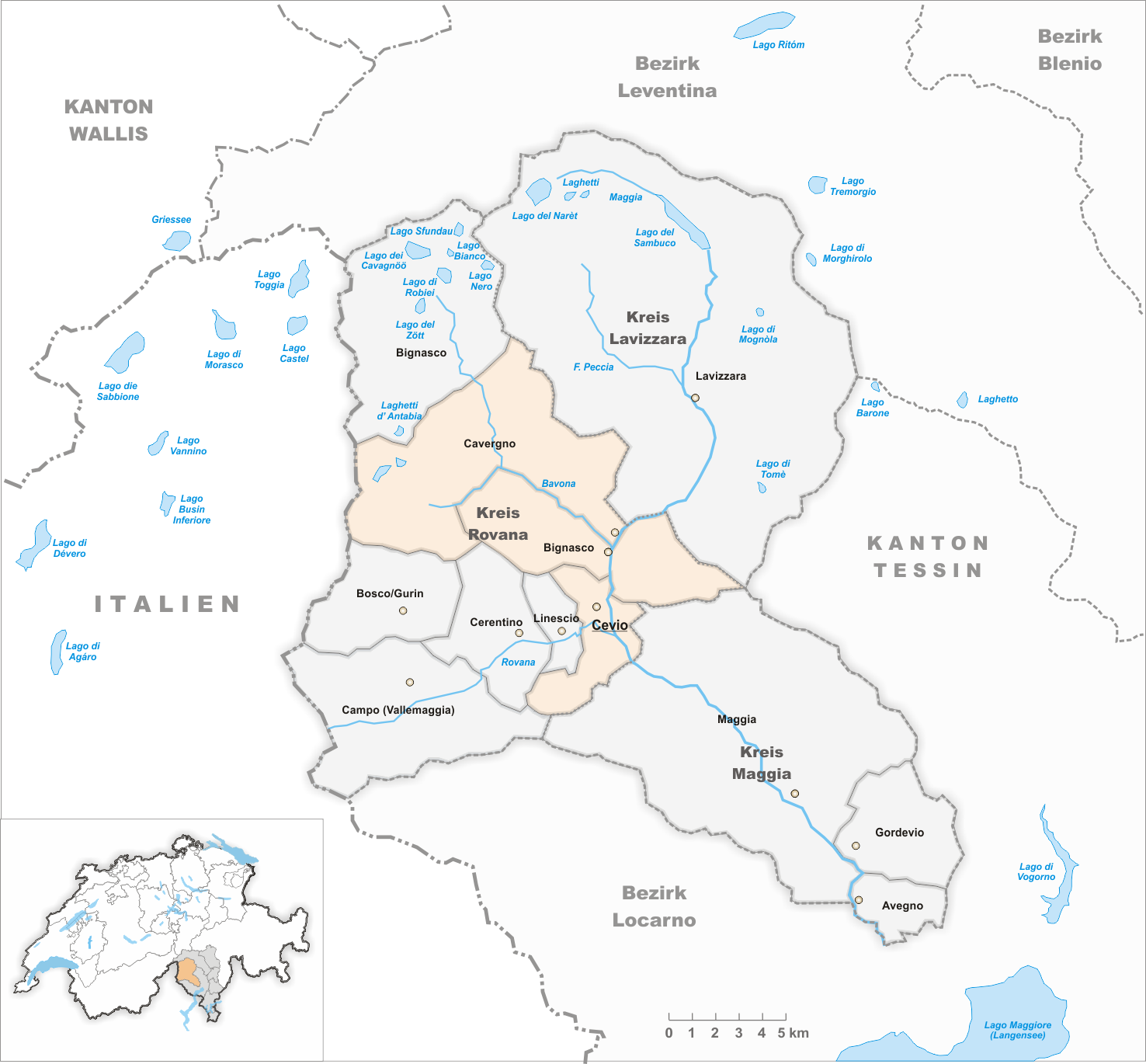
I comuni fino al 2006
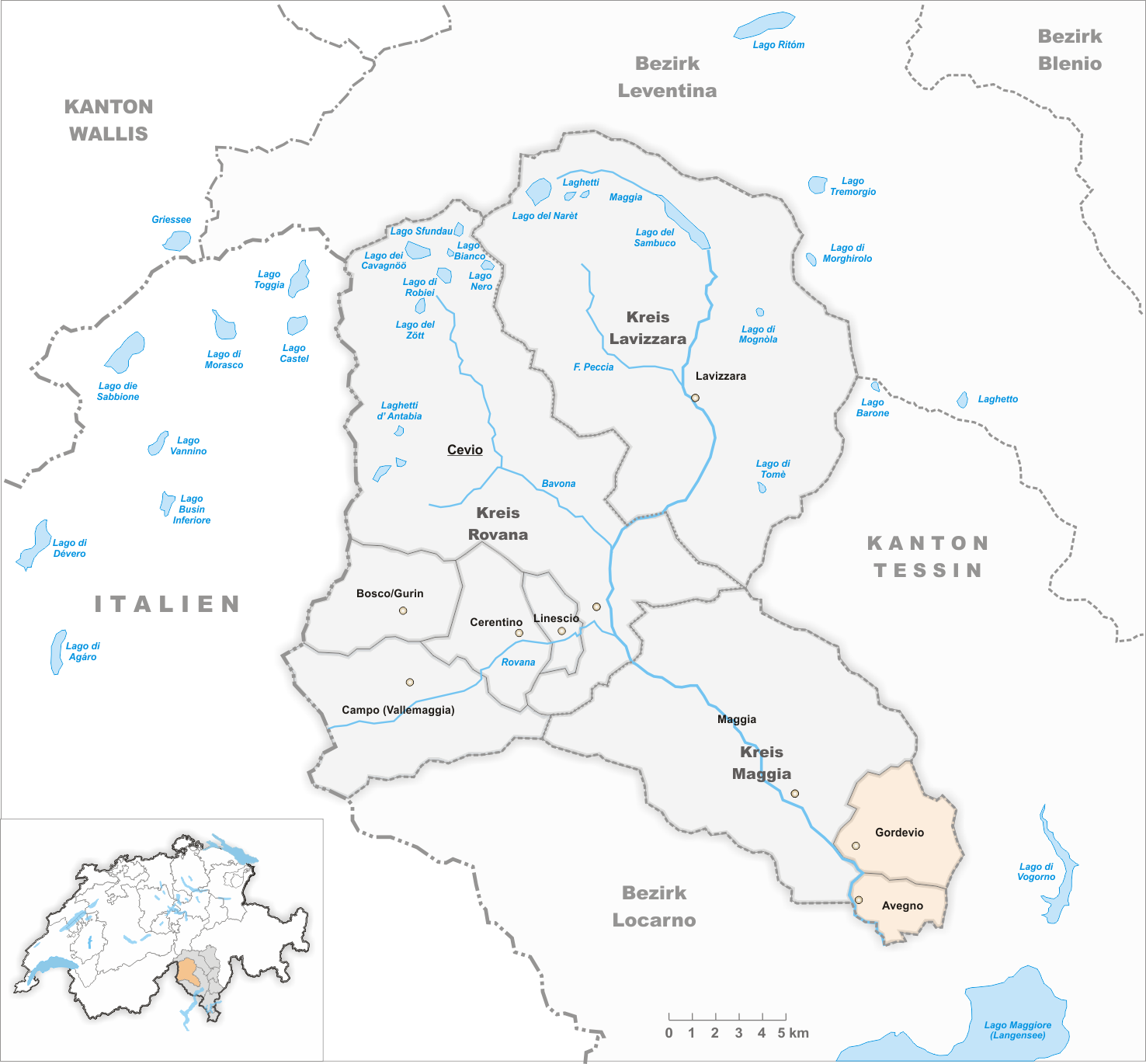
I comuni fino al 2008

- prima metà del XIX secolo: i comuni di Niva e Cimalmotto vengono incorporati nel comune di Campo.
- 1858: il comune di Linescio viene scorporato dal comune di Cevio.
- 1864: fusione dei comuni di Prato e Sornico nel comune di Prato-Sornico.
- ?: il comune di Riveo viene incorporato nel comune di Someo.
- 10 giugno 1936: il comune di Mogno viene incorporato nel comune di Fusio.
- 8 ottobre 2003: decreto che incorpora i comuni di Aurigeno, Coglio, Giumaglio, Lodano, Maggia (Svizzera), Moghegno e Someo nel comune di Maggia.
- 8 ottobre 2003: decreto che fonde i comuni di Brontallo, Menzonio, Broglio, Prato-Sornico, Peccia e Fusio nel nuovo comune di Lavizzara
- 23 gennaio 2005: decreto che incorpora i comuni di Bignasco e Cavergno nel comune di Cevio. La fusione è operativa dal 22 ottobre 2006.
- 20 aprile 2008: fusione dei comuni di Gordevio e Avegno nel comune di Avegno Gordevio

## Musei
- Museo di Vallemaggia a Cevio
- Walserhaus a Bosco Gurin

## Chiese ed edifici
- Chiesa dei Santi Giacomo e Filippo a Gordevio
- Chiesa della Rovana
- Chiesa della Madonna delle Grazie a Maggia
- Chiesa di Botta a Mogno
- Chiesa Sant'Antonio Abate a Peccia
- Chiesa San Maurizio a Maggia
- Oratorio Beata Vergine Assunta a Menzonio
- Oratorio del Carmelo ad Aurigeno
- Ossario di Coglio[11].

## Sport
In Vallemaggia fino alla fine degli anni settanta vi erano 6 squadre calcistiche: Avegno, Maggia, Concordia, Someo, Cevio e Cristallina. Cevio e Cristallina si sono fusi nel Centrovalle, mentre il Concordia si è sciolto. Il 29 maggio 1995 l'Associazione Calcio Maggia, l'Associazione Sportiva Centrovalle e l'Associazione Sportiva Avegno si sono fuse per dar vita all'Associazione Calcio Vallemaggia. Nel 2008 l'AC Vallemaggia ha disputato i trentaduesimi di coppa, perdendo 5-0 contro il FC Lugano. Nel 2012 ha vinto nei trentaduesimi di coppa contro il Sportclub Bümpliz 78 dopo i supplementari per 3-1.

### Associazioni sportive
- Associazione Calcio Vallemaggia (fusione fra Associazione Calcio Maggia, Associazione Sportiva Centrovalle e Associazione Sportiva Avegno)
- Associazione Unihockey Vallemaggia
- Football Club Someo
- Gruppo Soccorso Alpino Vallemaggia (GSAV)
- Hockey Club Giumaglio
- Hockey Club Maggia
- Sezione Scout Sassifraga
- Sci Club Avegno
- Sci Club Bassa Vallemaggia
- Sci Club Lavizzara
- Scuola di Karate Tradizionale BUSHI NO TE
- Shotokan Karate Club Verbano
- Società Alpinistica Valmaggese
- Società cacciatori La Diana di Vallemaggia
- Società Pallavolo Vallemaggia
- Società Pattinaggio Lavizzara (http://www.splavizzara.ch)
- Società piccolo calibro Peccia
- Sport Club Pizzo Castello
- Gruppo Orientisti Vallemaggia (GOV)
- Tennis Club Vallemaggia (https://web.archive.org/web/20110430212840/http://www.tcvm.ch/)
- INTOLcrew Bosco Gurin (https://web.archive.org/web/20081223061858/http://www.intolsnowpark.com/)

## Località sciistiche
- Bosco Gurin
- Lavizzara: Mogno e Valle di Peccia